# Francesc d'Assís Geli Simon
Francesc d'Assís Geli Simon (Barcelona, 1923-1999) fou dirigent esportiu de motonàutica.
Va practicar nombrosos esports: ciclisme, tennis, hípica, ultralleugers, vela, esquí nàutic i motonàutica, en especial la modalitat d'esbarjo. Va ser soci del Reial Club Marítim de Barcelona i del Club Nàutic de Sant Feliu de Guíxols. També va obtenir el títol de patró de iot i va ser membre de l'Associació de Patrons de Iot, de la qual va arribar a ser-ne secretari. Fou un destacat promotor de la motonàutica a Catalunya i a Espanya. Llicenciat en dret i en econòmiques, una gran part de la seva tasca es vinculà a la relació entre l'esport i el dret i fou membre de la junta directiva del Consejo Superior de deportes, membre del Tribunal d'Arbitratge Esportiu i organitzador del Congrés de Dret i Esport celebrat a Barcelona el 1992. Va ser designat president de la Federació Catalana de Motonàutica per la Delegación Nacional de Educación Física y Deportes el 21 de juliol de 1975. Reelegit democràticament el 1979, va ocupar el càrrec fins al 15 de juny de 1984, quan va dimitir per presentar-se a les eleccions a la presidència de la Federació Espanyola, de la qual era vicepresident des de 1978. Va ser elegit president de la Federació Espanyola el 16 d'octubre del mateix any, i després de ser reelegit el 1988, va mantenir el càrrec fins a finals de 1992. d. Rebé la creu de Sant Raimon de Penyafort de primera classe, la Reial Orde al Mèrit Esportiu
i la medalla de Forjadors de la Història Esportiva de Catalunya el 1995.